# 스타플라이어
스타플라이어(일본어: スターフライヤー, 영어: StarFlyer)는 일본의 항공사이다. 2002년 12월 17일에 창립되었으며, 스타플라이어항공이 창립되기 100년전인 1902년 12월 17일에 라이트형제의 플라이어호의 비행을 기념하는의미로 회사 이름은 스타플라이어이다. 또한 일본의 기타큐슈 공항을 허브공항으로 삼고 있다. 단순히 저렴한 요금만을 장점으로하는 저비용 항공사와 달리 전체 좌석이 가죽, 터치식 TV 모니터, 헤드 레스트, 발판을 갖추고 있고 좌석수를 크게 줄이고 좌석 크기와 간격도 타사보다 크게 하였다. 기존 항공사에 없었던 수준 높은 서비스를 제공하고 있는 것이 장점이다. 전체적인 디자인을 블랙으로 통일하여 일본 굿 디자인 상을 수상하기도 했다. 하지만 너무나 좌석수가 적은탓에 적자를 피할 수 없어서 경영쇄신(초기 도입분 전량 퇴역)을 하기 시작했다. 또한 2014년에는 최대주주인 ANA항공의 자회사로 편입되었다. 2017년도까지 일본 국내선 9년 연속 고객만족도 1위를 기록했다.

## 연혁

### 2002년
- 12월 17일: 고베항공주식회사 설립, 효고현 고베시에 소재

### 2003년
- 5월 1일: 스타플라이어로 사명 변경, 후쿠오카현 기타큐슈시로 본사 이전

### 2004년
- 10월 4일: 항공기 도입계약 체결 (에어버스 A320-200 5기)

### 2005년
- 12월 15일: 항공기 1호기 (JA01MC) 도입 (에어버스 A320-200)

### 2006년
- 1월 29일: 항공기 2호기 (JA02MC) 도입 (에어버스 A320-200)
- 3월 1일: 항공기 3호기 (JA03MC) 도입 (에어버스 A320-200)
- 3월 16일: 도쿄(하네다) ~ 기타큐슈 노선 취항
- 10월 5일: Good Design Award 수상

### 2007년
- 2월 15일: 항공기 4호기 (JA04MC) 도입 (에어버스 A320-200)
- 6월 1일: 전일본공수와 공동운항 개시
- 8월 9일: 탑승객 100만명 돌파
- 9월 14일: 도쿄(하네다) ~ 오사카(간사이) 노선 취항

### 2008년
- 9월 5일: 기타큐슈 ~ 서울(인천) 전세기 운항 (주 2회, 총 6회)

### 2009년
- 10월 8일: 기타큐슈 ~ 홍콩(첵랍콕) 전세기 운항 (주 2회, 총 2회)

### 2010년
- 11월 1일: 기타큐슈 공항 내부로 본사를 이전
- 12월 27일: 기타큐슈 ~ 부산 전세기 운항 (주 2회, 총 2회)

### 2011년
- 2월 4일: 항공기 5호기 (JA05MC) 도입 (에어버스 A320-200)
- 2월 10일: 도쿄(하네다) ~ 서울(인천) 전세기 운항[1]
- 3월 25일: 기타큐슈 ~ 부산 전세기 운항[2]
- 3월 27일: 기타큐슈 ~ 오사카(간사이) 전세기 운항[2]
- 3월 30일: 도쿄(하네다) ~ 후쿠오카 노선 취항[3]

### 2012년
- 4월 20일: 항공기 7호기 (JA07MC) 도입 (에어버스 A320-200)
- 7월: 기타큐슈 ~ 부산 정기편 취항[4]
- 12월 11일: 에어버스 만들어진 A320-200 형기 8호기 (기체 기호 : JA08MC)를 회사로 최초로 자체 구입했다.
- 12월 12일: 전일본공수가 DCM 그룹에서 주식 17.96 %를 취득하여 최대 주주가되었다.

### 2013년
- 3월 20일: 항공기 9호기 (JA09MC) 도입 (에어버스 A320-200)

### 2014년
- 2월: 기타큐슈 ~ 무안 전세기 운항
- 3월 30일: 기타큐슈 ~ 부산 노선 운휴
- 3월 30일: 후쿠오카 ~ 나고야 노선 취항
- 10월 21일: 도쿄(하네다) ~ 야마구치(우베) 노선 취항
- 10월: 적자로 인해 경영쇄신(초기 도입분 JA01MC~JA04MC 퇴역)

### 2015년
- 10월: 기타큐슈 ~ 무안 정기성 전세기 운항

### 2018년
- 5월 : 기타큐슈 ~ 무안 전세기 운항
- 7월 : 기타큐슈 ~ 오키나와 재취항 (계절편)
- 10월 : 기타큐슈 ~ 대만 정기편 취항
- 10월 : 나고야 ~ 대만 정기편 취항
- 10월 : 후쿠오카 ~ 대만 정기편 취항

## 운항 노선
- 2018년 4월 기준으로 스타플라이어는 다음과 같은 노선을 운항하고 있다.

## 보유 기종
- 2025년 5월 기준으로 스타플라이어는 다음과 같이 보유 하고 있다.

## 사진

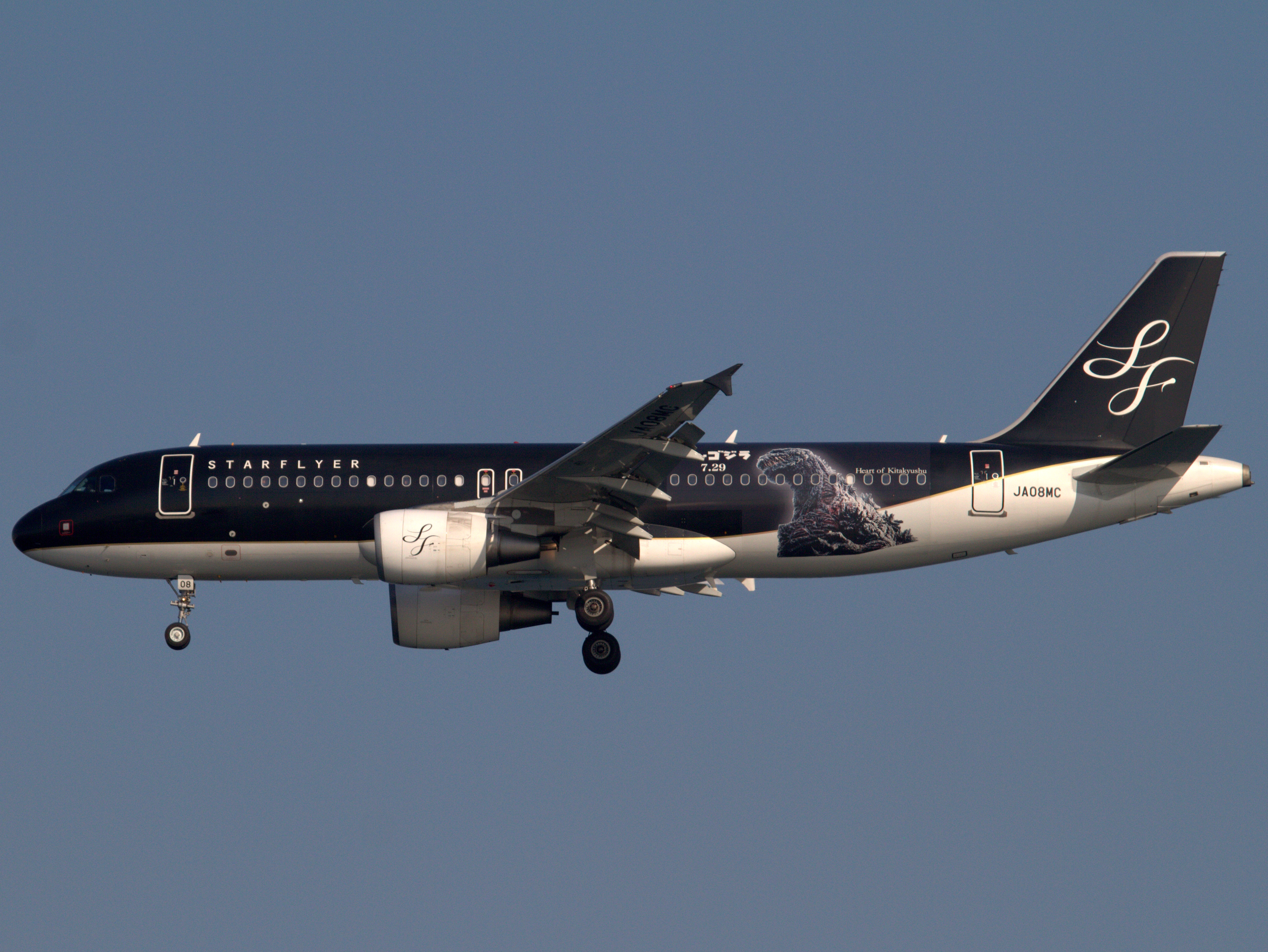
신 고질라 도장을한 스타플라이어의 에어버스 A320-200